# Фрідріх фон Тренк
Фрідріх фон дер Тренк (нар. 16 лютого 1726 — пом. 25 липня 1794) — письменник, прусський та австрійський офіцер. Авантюрист.
Він народився в аристократичній прусській родині 16 лютого 1726 року в Кенігсберзі, як син прусського генерала кавалерії Крістофа Еренрайха фон дер Тренка. Він був двоюрідним братом австрійського полковника Франца фон Тренка. У 13 років він почав навчатися в Кенігсберському університеті. Під час інспекції Східної Пруссії король Фрідріх II Гогенцоллерн відвідав університет, де він мав намір відібрати молодих студентів права в якості кадетів королівської кавалерії в Потсдамі; серед обраних був барон Фрідріх фон Тренк.

## Життєпис
Фон дер Тренк народився 16 лютого 1727 року в Гальденслебені, що на північ від міста Магдебург, сьогодні в землі Саксонія-Ангальт, яка тоді була під владою Пруссії, герцогством Магдебург. Його батьками були генерал-майор барон Крістофер Еренрайх фон дер Тренк (1677—1740) [1] і Марі Шарлотта фон Дершау. Його батька перевели до Кенігсберга в 1729 році. Дідом Фрідріха був Альбрехт Фредерік фон Дершау, який був головою Королівського суду в Кенігсберзі.
Документи свідчать, що Фрідріх у 1741 році був студентом права в Кенігсберзькому університеті. У листопаді 1742 року він став кадетом garde de corps Фрідріха Великого, а через шість тижнів отримав звання корнета. У серпні 1744 року під час Сілезьких воєн Фрідріх був відправлений до Сілезії і став орденським офіцером Фрідріха Великого. На жаль для Фрідріха, його двоюрідний брат барон Франц фон дер Тренк, який був на боці Австрії, ледь не захопив Фрідріха Великого і повернув коней свого двоюрідного брата, яких забрав австрійський офіцер. Поширювалися чутки, що Фрідріх був австрійським шпигуном, і після того, як стало відомо, що він є єдиним спадкоємцем Франца фон Тренка, чутки неможливо було втихомирити. Фрідріх був ув'язнений через рік, у 1745 році, у Глатці під охороною Генріха Августа де ла Мотт Фуке. Король наказав, щоб Фрідріх сидів на власному надгробку.
У 1746 році фон дер Тренк втік із фортеці Глац (Клодзко). Потім, у 1749 році, він отримав роботу ритмейстера імперського кірасирського полку в Угорщині. Він подорожував до Росії, де він, принаймні він стверджував, став джентльменом спальні при дворі російської цариці Єлизавети. Він закохався в одружену жінку, ім'я якої так і не розкрив.
У 1753 році він вирушив у Данциг на похорон своєї матері, але знову був схоплений за наказом Фрідріха II і відправлений до Цитаделі Магдебург [de] в Магдебурзі. Щоб він не спробував втекти, його руки, ноги та тіло скували важкими ланцюгами та кайданами. У 1763 році він був звільнений завдяки втручанню імператриці Марії Терезії.
Протягом наступних десяти років фон дер Тренк вів активне життя. Він займався написанням літератури, торгував вином і подорожував до Англії та Франції. Його автобіографія Friedrichs Freyherrn von der Trenck merkwürdige Lebensgeschichte (1787, перший англійський переклад 1788 під назвою Memoirs of Frederick Baron Trenck, Written by own. Переклад з німецького оригіналу офіцером королівської артилерії) стала популярним читанням наприкінці XVIII ст. століття.
У грудні 1765 року він одружився з Марією Елізабет де Бро цу Діпенбендт, яка народила від нього 14 дітей.
У серпні 1787 року прусський король Фрідріх Вільгельм II призначив Фрідріху та його дружині щорічну пенсію. Австрійці також призначили йому пенсію.
За наказом Австрії фон дер Тренк був відправлений спостерігачем за подіями Французької революції до Парижа, де його звинуватили в шпигунстві та стратили на гільйотині 25 липня 1794 року, за два дні до падіння Робесп'єра і кінця Терору.
Син Фрідріха фон дер Тренка, австрійського лейтенанта-фельдмаршала Карла Альбрехта фон дер Тренка, успадкував титул графа, який король Пруссії надав його батькові після смерті батька. Коли Карл помер, титул успадкував син його брата Леопольд фон дер Тренк.